# Cmentarz Auls w Grodnie
Cmentarz Auls w Grodnie – nekropolia komunalna położona we wschodniej części Grodna.

## Historia
Dawniej w tym miejscu znajdowała się osada Auls, która należała w latach 1921-1939 do gminy Wiercieliszki. Po 1939 została przekształcona w sowchoz, który zajmował się produkcją rolną, po 1991 nosił nazwę Petropol. Administracyjnie znajdował się w obwodzie grodzieńskim w rejonie grodzieńskim w sielsowiecie putryskim. W połowie lat 90. XX wieku gospodarstwo rolne zostało zlikwidowane, a jego teren włączono w granice Grodna i urządzono tam miejski cmentarz komunalny. W 2009 w specjalnie wydzielonej kwaterze pochowano szczątki ofiar filii obozu pracy przymusowej Stalag 324, który znajdował się w Grodnie na terenie dzielnicy Folusz. Następnie ustawiono tam pomnik w formie pamiątkowego głazu oraz tablice z nazwiskami ofiar. Do 2016 pochowano tam ok. 23000 osób.